# 圣母无原罪圣殿 (蒙特雷)

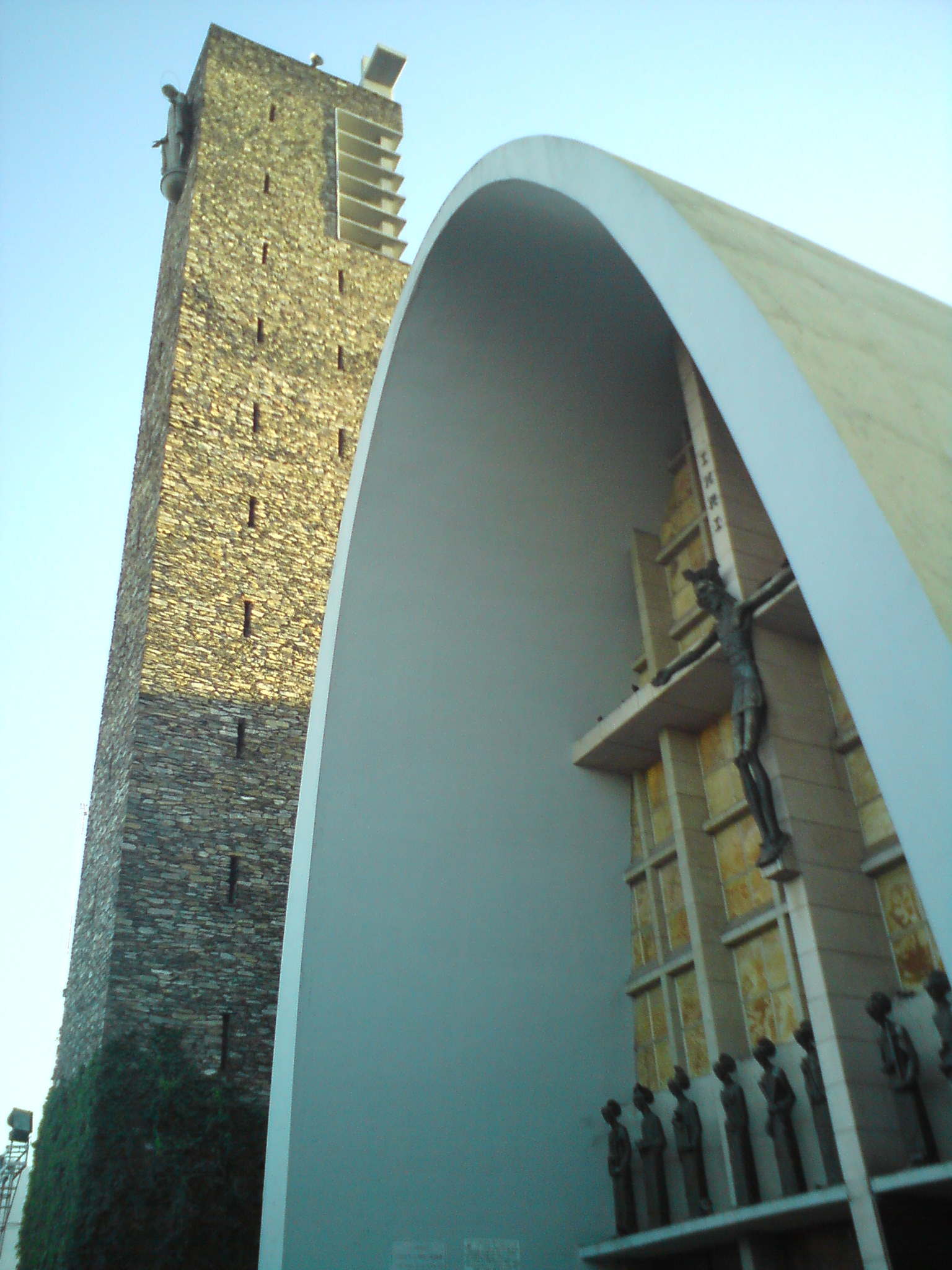

圣母无原罪圣殿（Basílica y parroquia de la Purísima Concepción）是一座罗马天主教宗座圣殿，位于墨西哥新萊昂州首府蒙特雷。
该堂建于1941-1943年，1943年6月22日祝圣。
1989年，教宗若望保禄二世将其升格为宗座圣殿

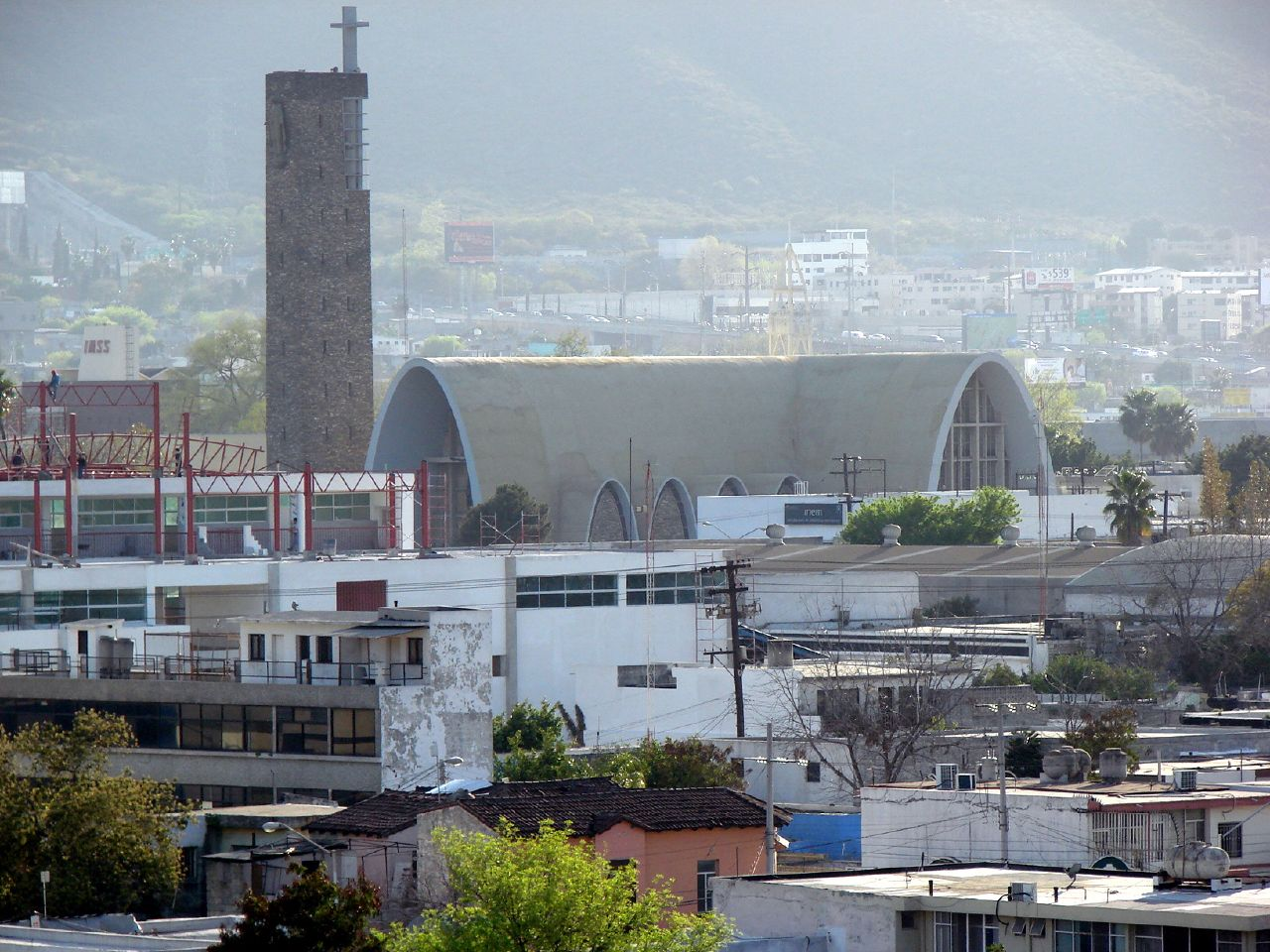
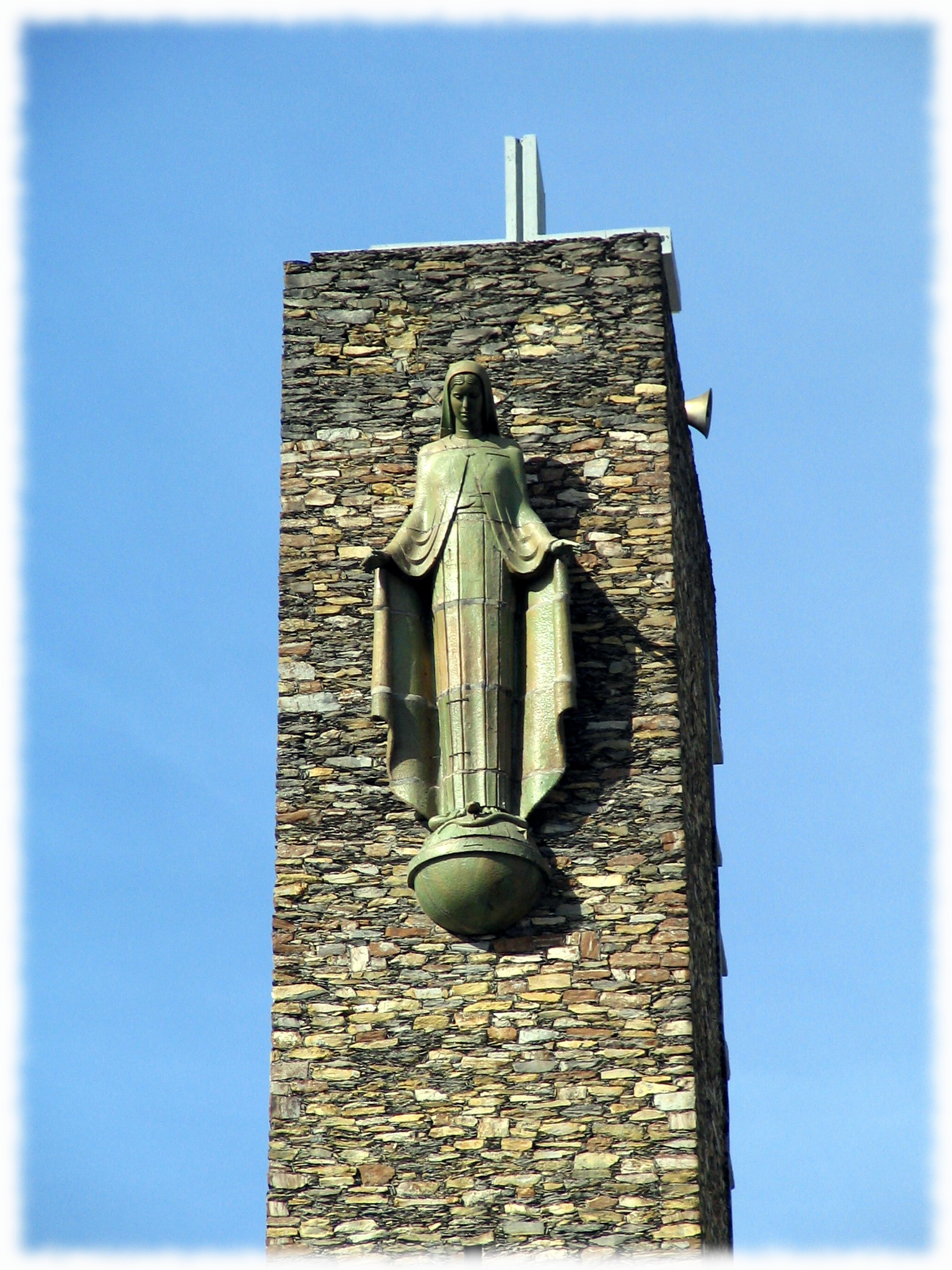
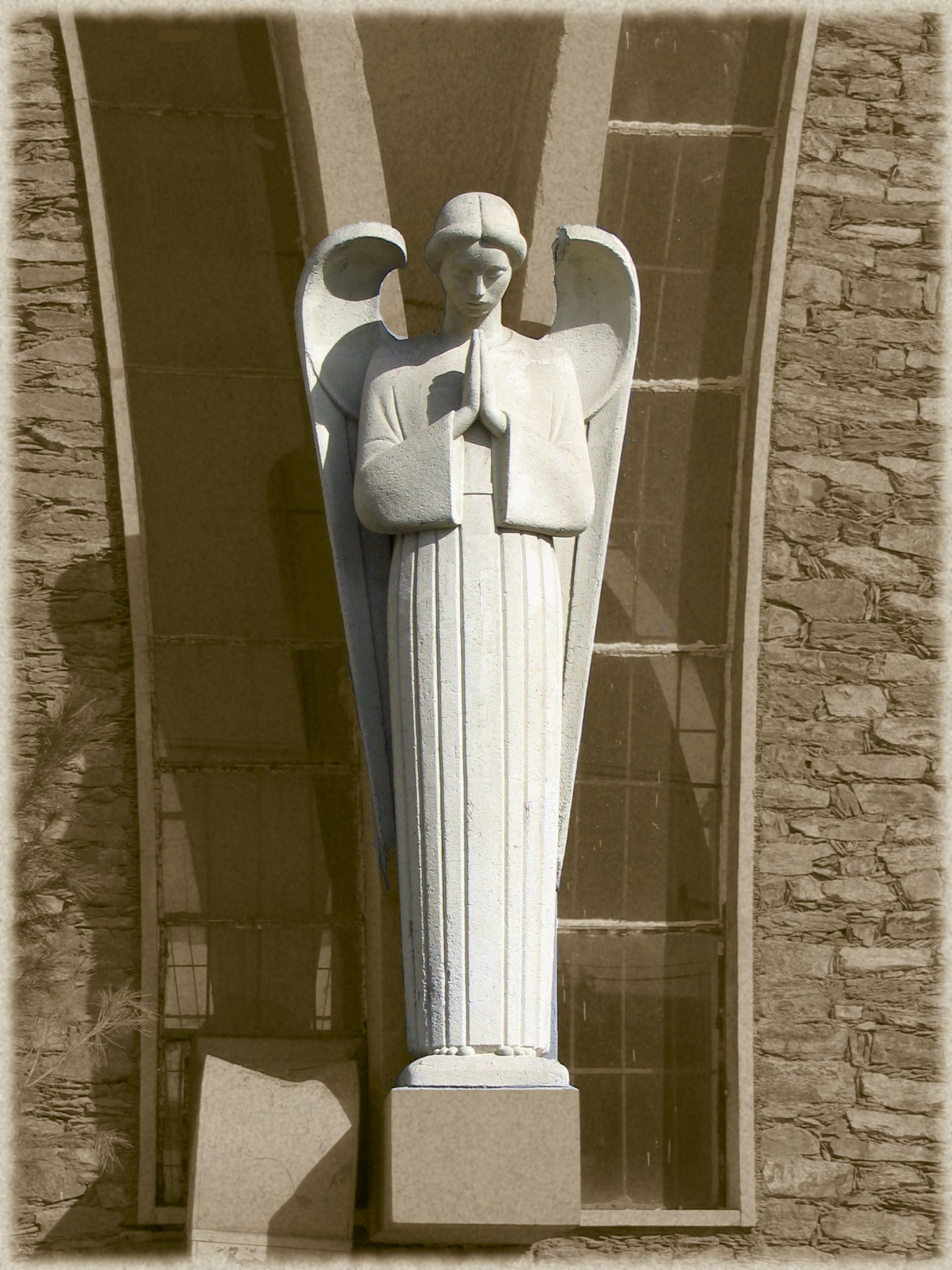